# Моньки (Підляське воєводство)
Мо́ньки (пол. Mońki) — місто в північно-східній Польщі.
Адміністративний центр Монецького повіту Підляського воєводства.

## Демографія
Демографічна структура станом на 31 березня 2011 року:
|          | Загалом | Допрацездатний вік | Працездатний вік | Постпрацездатний вік |
| -------- | ------- | ------------------ | ---------------- | -------------------- |
| Чоловіки | 5007    | 912                | 3554             | 541                  |
| Жінки    | 5453    | 880                | 3409             | 1164                 |
| Разом    | 10460   | 1792               | 6963             | 1705                 |